# Discografia lui Tudor Pană
Discografia violonistului Tudor Pană cuprinde discuri de vinil, benzi de magnetofon, CD-uri, ce conțin înregistrări realizate la casa de discuri Electrecord și la Societatea Română de Radiodifuziune.

## Discuri Electrecord
| An   | Număr de catalog                                                                                           | Format           | Piese | Acompaniament |
| ---- | --- | ---------------- | --- | --- |
| 1965 | EPE 0219 Ciocârlia. The Famous Romanian Folklore Ensemble                                                  | vinil, LP, 30 cm | 16. Hora spiccato | Orchestra Ansamblului „Ciocârlia”, dirijor Victor Predescu |
| 1967 | ST-EPE 0306 în anul 1973 a devenit : STM-EPE 0853 Ciocârlia. The Famous Romanian Folklore Ensemble         | vinil, LP, 30 cm | 11. Hora spiccato | Orchestra Ansamblului „Ciocârlia”, dirijor Victor Predescu |
| 1968 | EPE 0377 Ciocârlia. The Famous Romanian Folklore Ensemble                                                  | vinil, LP, 30 cm | 15. Hora spiccato | Orchestra Ansamblului „Ciocârlia”, dirijor Victor Predescu |
| 1969 | EPE 0471 / ST-EPE 0472 transf. în STM-EPE 0879 Ciocârlia. The Romanian Folklore Ensemble Ciocîrlia Vol. II | vinil, LP, 30 cm | 8. Sârba muntenească | Orchestra Ansamblului „Ciocârlia”, dirijor Tudor Pană |
| 1970 | EPD 1261                                                                                                   | vinil, LP, 25 cm | 2. Cântec la masa mare 4. Țigăneasca de la Pogoanele 6. Abre nane, abre dade 8. Hora ca pe Ialomița 10. Sârba de ascultare | orchestra Frații Pană |
| 1986 | ST-EPE 02880 Tudor Pană                                                                                    | vinil, LP, 30 cm | 1. Căruța poștei (Grigoraș Dinicu) 2. Romanță (Grigoraș Dinicu) 3. Hora staccato (Grigoraș Dinicu) 4. Avant de mourir (George Boulanger) 5. Valse coquette (Grigoraș Dinicu) 6. Mica conversație (Costică Găină) 7. Vals pizzicatto (George Boulanger) 8. Hora spicatto (Grigoraș Dinicu) 9. Hora lui Dobrică 10. Doina Oltului și Au pornit olteni la coasă 11. Cântec de jale 12. Horă 13. Sârba lui Pompieru 14. Ceasornicul 15. Ciocârlia | orchestra Petrică Pană |
| 1996 | EDC 187 Café Concert                                                                                       | compact disc     | 6. Hora lui Dobrică 7. Horă 8. Jalea țiganului 9. Sârba lui Pompieru 10. Ciocârlia 18. Avant de mourir (George Boulanger) | orchestra Petrică Pană |
| 2003 | EDC 351 The magic violin of Tudor Pană                                                                     | compact disc     | 1. Hora lui Dobrică, Țărăneasca, La moara la hârța-scârța, Ciocârlia 2. Doina Oltului, Au plecat olteni la coasă 3. Ceasornicul (Grigoraș Dinicu) 4. Sârba oltenească 5. La spagnola, La paloma (V. di Chiara), Wien, wien nur du alein (R. Sieczynski) 6. Vals pizzicato (George Boulanger) 7. Estrellitta (M.Ponce) 8. Csardaș (Vittorio Monti) 9. Avant de mourir (George Boulanger) 10. Vals coquette (Grigoraș Dinicu) 11. Romanța (Grigoraș Dinicu) 12. Căruța postei (Grigoraș Dinicu) 13. Sârba de ascultare 14. Hora lăutărească 15. Inimioară, inimioară 16. Horă de joc 17. Jalea țiganului 18. Hora dinspre ziuă 19. Cântec la masa mare 20. Hora staccato (Grigoraș Dinicu) 21. Hora spicatto 22. Ciocârlia (Grigoraș Dinicu) | orchestrele : Tudor Pană (1, 5, 7, 8, 14-16), Petrică Pană (2, 3, 6, 9-12, 17, 18, 20), Frații Pană (13, 19), Orchestra Ansamblului „Ciocârlia”, dirijori Tudor Pană (4), Victor Predescu (22) |
| 2010 | EDC 952 Vioară. Comori ale muzicii lăutărești.                                                             | compact disc     | 1. Cântec la masa mare 2. Țigăneasca de la Pogoanele 3. A bre nane, a bre dade 4. Hora dinspre ziuă 5. Hora lui Dobrică (Dobrică Marinescu) 6. Sârba muntenească 7. Jalea țiganului 8. Sârba de ascultare 9. Hora lăutărească 10. Sârba lui Pompieru (Costică Pompieru) 11. Hora lui Mitică Fieraru 12. Inimioară, inimioară 13. Vecină, dragă vecină 14. Cântec din Argeș 15. Șapte vai și-o vale-adâncă 16. Hora ca pe Ialomița 17. Bălănuș, bălan 18. Colo-n vale-n Perieți 19. Hora de joc 20. Doina Oltului 21. Au plecat olteni la coasă 22. Hora staccato (Grigoraș Dinicu) 23. Ciocârlia (Angheluș Dinicu) 24. Hora spiccato (Grigoraș Dinicu)                                                                                     | orchestrele : Frații Pană (1-3, 8, 16), Petrică Pană (4, 5, 7, 10, 20-23), Tudor Pană (9, 12, 19), Orchestra Ansamblului „Ciocârlia”, dirijori Tudor Pană (6, 18), Victor Predescu (24)        |

## ÎnregistrăriRadio România
| An      | Piesă                                                            | Acompaniament | Note                                      |
| ------- | ---------------------------------------------------------------- | ------------- | ----------------------------------------- |
| indisp. | Vecină, dragă vecină Cântec din Argeș Șapte văi și-o vale-adâncă | O.M.P.R.      | transpuse și pe CD-ul Electrecord EDC 952 |